# منعكس تكيف

ضوء من نقطة واحدة لجسم بعيد وضوء من نقطة واحدة لجسم قريب يتم التركيز عليه.

منعكس التكيف (أو منعكس التقارب التكيفي) هو نشاط انعكاسي للعين، ردًا على التركيز على أجسام قريبة، ثم النظر لأجسام بعيدة (أو العكس)، والتي تشمل تغيرات متناسقة في التجانح، شكلالعدسة (التكيف) وحجم الحدقة. ويعتمد على العصب القحفي الثاني (العصبون الوارد من المنعكس)، والمراكز العلوية (العصبون البيني) والعصب القحفي الثالث (من المنعكس). يُتحكم في تغير شكل العدسة بواسطة عضلات الهدبية داخل العين. تغيرات في تقلص العضلات الهدبية تقوم بتغيير المسافة البؤرية للعين، الأمر الذي يجعل الصور القريبة أو المستقبلية مركزة على الشبكية؛ هذه العملية تعرف بالتكيف. المنعكس، والذي يتحكم به الجهاز العصبي السمبتاوي، يضم ثلاثة استجابات: انقباض الحدقة وتكيف العدسة والتقارب.
يظهر الجسم القريب (على سبيل المثال، شاشة كمبيوتر) كبيرًا في مجال الرؤية، وتستقبل العين الضوء من زوايا واسعة. عند نقل التركيز من مسافة بعيدة إلى جسم قريب، فإن العينان تتقاربان. تقلص العضلة الهدبية فتجعل العدسة أكثر سماكة وتقصر طولها البؤري. تتقلص الحدقة لتمنع أشعة الضوء المتباينة التي تضرب محيط القرنية والعدسة بقوة من دخول العين وخلق صورة ضبابية.

## المسار
يتم أخذ المعلومات من الضوء في كل شبكية إلى الفص القذالي بواسطة العصب البصري والإشعاع البصري (بعد مشبك في الجسم الركبي الوحشي للمهاد الخلفي)، حيث تتم ترجمته كرؤية. تفسر الباحة حول القشرة المخططة 19 التكيف، وتقوم بإرسال إشارات عبر نواة إيدنغر-ويستفال والعصب القحفي الثالث إلى العضلة الهدبية، والعضلة المستقيمة الإنسية (عبر ألياف لاودية) وعضلة مصرة القزحية.

## انقباض الحدقة وتكيف العدسة
خلال منعكس التكيف، تتقلص الحدقة وذلك لزيادة عمق تركيز العين من خلال حجب الضوء المنتشر في محيط القرنية. بعدها تزيد العدسة من انحنائها لتصبح ثنائية التحدب بشكل أكبر، الأمر الذي يزيد من قوة الانكسار. العضلات الهدبية هي العضلات المسؤولة عن استجابة تكيف العدسة.

## التقارب
التقارب هو قدرة العين على إظهار الحركة الداخلية لكلتا العينين في نفس الوقت تجاه بعضهما البعض. هذا مفيد في محاولة التركيز على الأجسام القريبة بوضوح. تحدث ثلاث ردود فعل في آن واحد: اقتراب العينين، إنقباض العضلات الهدبية، وتصبح الحدقة أصغر. [بحاجة لرقم الصفحة] يشتمل هذا النشاط انقباض العضلات المستقيمة الإنسية لكلا العينين واسترخاء العضلات المستقيمة الجانبية.أما المستقيم الإنسي يرتبط بالجانب الإنسي للعين ويؤدي انقباضه إلى اقتراب العين. يتم تعصيب المستقيم الإنسي بواسطة الخلايا العصبية الحركية في نواة العين والعصب.

## التركيز على الأجسام القريبة
مؤشر الانكسار في نظام عدسة العين يسمح للعين بإنتاج صور مركزة بحده. فعلى سبيل المثال، فإن البصريات الهندسية تظهر أنه حين يتم تقريب جسم بعيد من العين، يصبح تركيزه أكثر ضبابية في المستوى خلف الشبكية. وبالرغم من ذلك، فنتيجة لزيادة قوة انكسار العين، تصبح هذه الصورة واضحة. قوة الانكسار تكمن بشكل رئيسي في القرنية، ولكن قوة الانكسار الإجمالية تتحقق بواسطة تغيير العدسة الفعلية لشكلها. [مصدر طبي غير موثوق به؟]
للتثبيت على جسم قريب، تنقبض العضلة الهدبية حول العدسة لتقلل حجمها. تسترخي نطيقة زين (النطقية الهدبية) المعلقة والتوتر الشعاعي حول العدسة يتم تحريره. الأمر الذي يجعل العدسة تكون شكل أكثر كروية لتحقيق مستوى أعلى من القوة الانكسارية.

## التركيز على الأجسام البعيدة
عندما تركز العين على الأجسام البعيدة، تتماسك العدسة على هيئة مسطحة وذلك بسبب الجر الناتج عن الأربطة المعلقة. تسحب الأربطة حواف محفظة العدسة المرنة باتجاه الجسم الهدبي المحيط ومعارضة الضغط الداخلي داخل العدسة المرنة، تبقي العدسة مسطحة نسبيًا.

و على عكس التثبيت على جسم قريب، ترتخي العضلة الهدبية ويزيد قطر العدسة ليزيد حجم العدسة. يزداد التوتر على طول الأربطة المعلقة لتسطيح العدسة وتقليل انحنائها والوصول لقوة انكسار أقل.

## الدائرة العصبية
تتكون دوائر التكيف العصبية من ثلاث مناطق: العصبون الوارد، والعصبون الصادر، والخلايا العصبية الحركية للعين والتي تكون بين الطرف وارد وصادر.
الطرف الوارد للدائرة الكهربائية
هذا الطرف يحتوي على الهياكل الرئيسية: شبكية العين والتي تحتوي على محاور العقدة الشبكية في العصب البصري، والتصالبة البصرية والمسالك، النزواة الركبية الوحشية والقشرة البصرية.
الطرف الصادر من الدائرة الكهربائية
هذا الطرف يشمل نواة إيدنغر-ويستفال والخلايا العصبية الحركية. وظيفة نواة إيدنغر-ويستفال الرئيسية هي إرسال محاور عصبية في العصب البصري للسيطرة على العقدة الهدبية والتي بدورها ترسل محاورها في العصب الهدبي القصير للسيطرة على القزحية وعضلة العين الهدبية. ووظيقة الخلايا العصبية الحركية للعين هي إرسال محاور عصبية في العصب الحركي العيني، للتحكم في المستقيم الإنسي، وتقارب العينين.
الخلايا العصبية للتحكم في حركة العين
أما الخلايا العصبية المتداخلة بين الأطراف الواردة والأطراف الصادرة لهذه الدائرة فتشمل القشرة الترابطية البصرية، والتي تحدد أن الصورة «خارج التركيز»، وترسل إشارات تصحيحية بواسطة الكبسولة الداخلية والنخاع الدماغي إلى النواة فوق الحركية. كما تتضمن أيضًا النواة فوق الحركية (الواقعة مباشرة فوق نواة العين) التي تولد إشارات تحكم حركي التي تبدأ استجابة التكيف وترسل إشارات التحكم هذه بشكل ثنائي إلى معقد محرك العين.

## روابط خارجية
- التكيف في جامعة ولاية جورجيا
- Ocular+Accommodation في المكتبة الوطنية الأمريكية للطب نظام فهرسة المواضيع الطبية (MeSH).